# دیلارد (جورجیا)
دیلارد، جورجیا (به انگلیسی: Dillard, Georgia) یک شهر در ایالات متحده آمریکا با جمعیت ۳۳۹ نفر است که در جورجیا واقع شده‌است.

## موقعیت جغرافیایی
موقعیت جغرافیایی شهرها و مناطق اطراف به شرح زیر است: